# Klinische Pharmakologie
Die Klinische Pharmakologie ist ein humanmedizinisches Fachgebiet. Sie beschäftigt sich mit allen Aspekten der Anwendung von Arzneimitteln im Menschen, sowohl vor (Phasen I–III) als auch nach Zulassung eines Arzneimittels (Phase IV). Die Klinische Pharmakologie schließt damit die Lücke zwischen der Grundlagen-Pharmakologie und der medizinischen Praxis. Ihr Hauptziel ist die möglichst wirksame und sichere Anwendung von Arzneimitteln. In der klinischen Praxis ist dabei eine enge Zusammenarbeit mit der Klinischen Pharmazie wichtig.

## Aufgaben der Klinischen Pharmakologie
Typische Aufgaben der Klinischen Pharmakologie umfassen

Forschung
- Planung, Durchführung und Auswertung von
  - klinischen Studien mit Arzneimitteln (Phase I–IV) sowie von
  - nicht interventionellen Studien.

Krankenversorgung
- Arzneimittelinformationsdienst (üblicherweise mit Bezug auf einen konkreten Fall).
- Visitenbegleitung.

Lehre
- Ausbildung von Medizinstudenten im klinischen Teil des Studiums.
- Fortbildung von Ärzten (z. B. rationale Arzneimitteltherapie).

## Klinische Pharmakologie in Deutschland
Die deutschen klinischen Pharmakologen sind unter anderem im Verbund Klinische Pharmakologie in Deutschland e. V. (VKliPha) und in der Arbeitsgemeinschaft für Angewandte Humanpharmakologie e. V. (AGAH) organisiert.

## Der Facharzt für Klinische Pharmakologie
Um in Deutschland als Facharzt für Klinische Pharmakologie tätig werden zu können, muss nach dem Abschluss eines Medizinstudiums und erteilter Approbation als Arzt eine mindestens 60 Monate umfassende Weiterbildung im Gebiet Pharmakologie, davon 48 Monate im Bereich Klinische Pharmakologie, mit Erfolg absolviert worden sein.

## Statistiken
- Am 31. Dezember 2018 waren 333 Klinische Pharmakologen bei der Bundesärztekammer registriert.[1]